# Cârlibaba
Cârlibaba település Romániában, Bukovinában, Suceava megyében.

## Fekvése
Az Aranyos-Beszterce (Bistrița) völgyében, a DN 17 úton fekvő település.

## Története

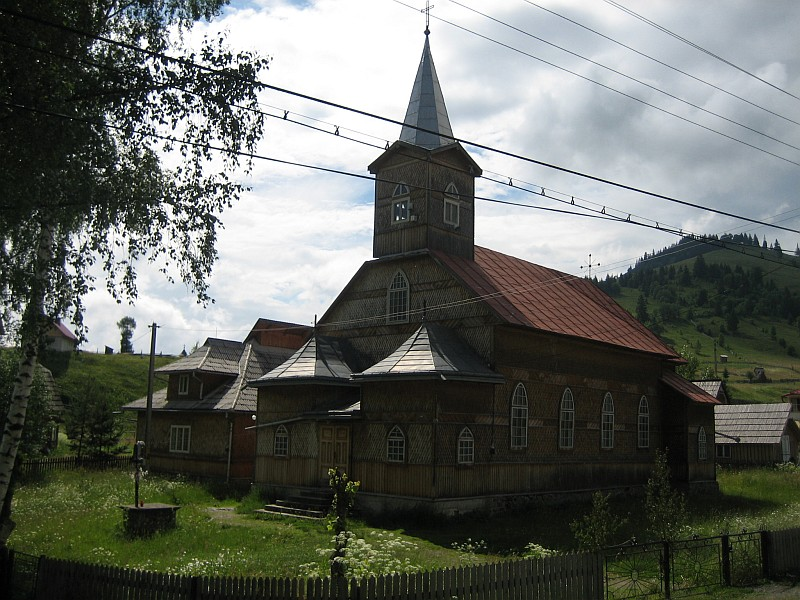
Evangélikus templom

A települést a 18. században egy osztrák vállalkozó alapította, aki a település közelében bányászat céljából egy aknát nyitott és a bányaműveléshez német munkavállalókat hozatott a Máramarosi Felsővisóból (Oberwischau, Viseu de Sus) és itt telepítette le őket.
Később Felső Sziléziából is érkeztek német munkások, akik a közeli településeken telepedtek le.
Régi bányászközség, de favágók és pásztorok is élnek itt. A település Erdély és Moldva határán alakult ki, az Aranyos-Beszterce bal partján a Moldvához tartozó Cârlibaba, németül Mariasee, míg a jobb parton az Erdélyhez tartozott Radnalajosfalva, Ludwigsdorf terül el. Az addig Beszterce-Naszód megyéhez tartozó települést 1925-ben a Câmpulung megyei Cârlibaba községhez csatolták Cârlibaba Nouă néven. A település első megemlítése 1850-ben történik, ekkor Ludwigsdorf a neve, 1857-ben Ludwigsdorf, Kirlibaba 265 lakossal, 1882-ben Kirlibaba, Kirlibába, Lajosfalva, Ludwigsdorf, 1887. aug. 11-től Lajosfalva, 1913-ban Radnalajosfalva, 1921-ben Cârlibaba nouă, Radnalajosfalva. 1968-tól Cârlibaba-hoz tartozó községrész. A felvételen látható római katolikus templom Radnalajosfalván van.
A 2007 évi népszámláláskor 1957 lakosa volt.

## Nevezetességek

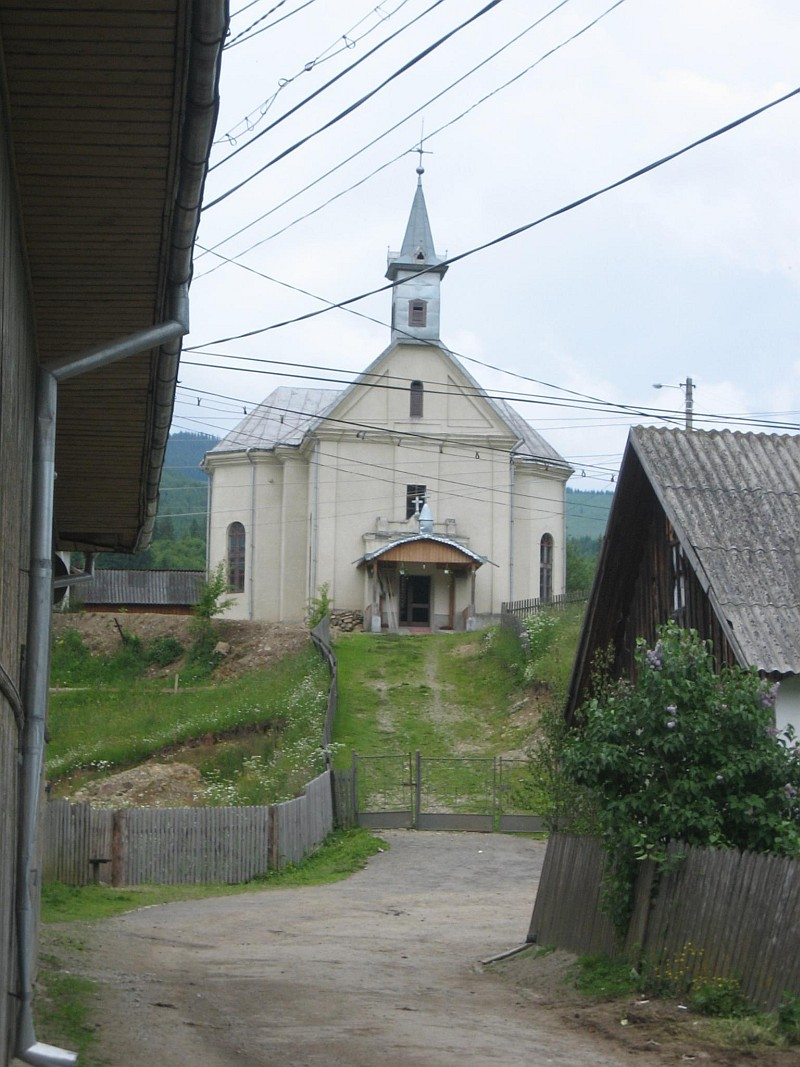
Római katolikus templom

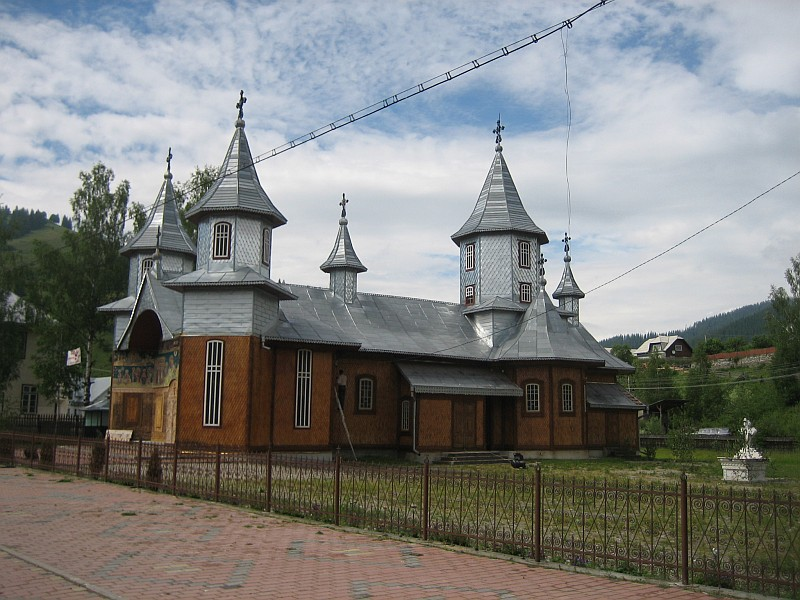
Ortodox templom

- Evangélikus templom
- Római katolikus templom
- Ortodox templom